# Politeje
Politeje (stgr. Πολιτεῖαι) lub Ustroje polityczne – cykl monografii napisanych za inspiracją Arystotelesa przez jego uczniów lub jego samego w drugiej połowie IV wieku przed naszą erą. Każda z 158 części opisywała historię i ustrój polityczny jednej z greckich polis. Jedyną, prawie w całości zachowaną politeją jest Ustrój polityczny Aten.

## Spis
W skład cyklu wchodziło 158 opisów poleis greckich. Informację tę podają Diogenes Laertios i Hezychiusz z Miletu. Późniejsi od nich komentatorzy (Ammonios i Elias, VI wiek) podawali liczby 250 czy 255 utworów, jednak mogło to wynikać z dołączenia do właściwych politei prac naśladowców (do takich wniosków jako pierwszy doszedł komentujący Arystotelesa w VI wieku Symplicjusz) oraz arystotelesowskich opisów Praw zwyczajowych barbarzyńców. Innym wyjaśnieniem tej liczby jest błąd w procesie transmisji – zaokrąglona liczba 150 mogło zostać zmieniona w 250. Inną, mało wiarygodną liczbą, jest 171 przekazana przez Ibn Abi Usajbi’ego.
O treści poszczególnych utworów można wnioskować przede wszystkim na podstawie zachowanych fragmentów. Najpewniejszą grupą ustrojów politycznych są te, które w zachowanych cytatach zostały przez cytującego opisane jako politeja napisana przez Arystotelesa. Są to ustroje następujących poleis: Aten, Akarnanii, Akragos, Ambrakii, Argos, Arkadii, Achai, Bottiai, Cypru, Delf, Delos, Eginy, Elidy, Epiru, Fokai, Geli, Himery, Itaki, Keos, Kyme, Kios, Kytnos, Kolofonu, Korkyry, Koryntu, Kyme, Kyrenu, Lacedemonu, Leukas, Lokr Epizefyryjskich, Malidy, Megary, Metony, Naksos, Neapolu, Opuntu, Orchomenos w Beocji, Paros, Pellene, Samos, Samotraki, Sykionu, Syrakuz, Tarentu, Tegei, Tenedos, Tesalii.
Kolejną grupę poleis przedstawiają fragmenty, w których zaznaczono autorstwo Arystotelesa nie zaznaczając jednak, że chodzi o konkretny ustrój polityczny: Antandros, Adramyttion, Chalkedon, Chalkis, Epidauros, Kreta, Krotona, Kytera, Meols, Milet, Region, Rodos, Soloi, Sybaris, Teby, Tenos.
Ze względu na przygotowanie politei jako materiału do Polityki, z dużą dozą prawdopodobieństwa można poszerzyć uzyskany zbiór o miasta występujące w tym dziele: Abydos, Amfipolis, Antissę, Apollonię Iliryjską, Apollonię Pontyjską, Afytis, Bizantion, Chios, Eretrię, Farsalos, Fokidę, Hestiaję, Heraję, Herakleę Pontyjską, Istros, Katanę, Klazomenaj, Knidos, Kos, Laryssę, Leontinoj, Magnezję, Mantineę, Mitylenę, Terę, Turioj, Zankle.
Ostatnią grupę potencjalnych ustrojów politycznych pozwala utworzyć wypis Heraklejdesa – prawdopodobnie nieznanego z innej działalności autora (przypuszczalnie z IV/V wieku n.e.), czasem jednak identyfikowanego jako uczeń Arystotelesa Heraklejdes z Pontu lub Heraklejdes Lembos, żyjący w II wieku p.n.e. Prawdopodobnie jego źródłem były wyłącznie Ustroje polityczne i Prawa zwyczajowe barbarzyńców, po odrzuceniu tych ostatnich do listy opisanych poleis dołączą jeszcze Amorgos, Argilos, Efez, Ikaros, Kefallenia, Lepreon, Minoa i Tespie. Ogółem w wypisie zostały uwzględnione 44 politeje.
Poszczególne politeje były ułożone w zbiorze alfabetycznie, były też ponumerowane. Pierwsza była politeja ateńska, politeja Itaki nosiła numer 42. Na podstawie opisów w katalogach aleksandryjskich Heinrich Nissen wysunął tezę, że zbiór mógł być podzielony na cztery części odpowiadające demokracji, oligarchii, tyranii i arystokracji. Podział taki kłóciłby się jednak z kolejnością alfabetyczną, byłby bardzo niezrównoważony oraz powodowałby problemy z zakwalifikowaniem zmieniających się ustrojów.

## Autorstwo i czas powstania
O cyklu ustrojów politycznych Arystoteles wspomniał w Etyce nikomachejskiej (10.1181B17). Miał on być materiałem zgromadzonym do pracy nad Polityką. Po odnalezieniu politei ateńskiej historycy zwrócili jednak uwagę na późniejsze datowanie monografii (lata dwudzieste IV wieku) niż Polityki (po 336 roku p.n.e, najprawdopodobniej przed 331 rokiem p.n.e.). Stąd też, jak i z analizy samego Ustroju, wypłynął wniosek, że materiał został wstępnie zebrany jeszcze w latach trzydziestych, same jego opracowanie nastąpiło zaś po zakończeniu prac nad Polityką.
Jedyną poszlaką pozwalającą na datowanie innej niż ateńskiej politei (oprócz dat życia Arystotelesa) jest wzmianka o złotych monetach w Ustroju politycznym Cyreny, które to monety wprowadzono około roku 340 p.n.e. Ze względu na stan zachowania fragmentów rozpatrywane było głównie autorstwo politei ateńskiej. Historycy są zdania, że napisanie przez Arystotelesa wszystkich 158 politei, bez udziału uczniów, jest mało prawdopodobne.
Argumenty mogące świadczyć za wspólnym autorstwem politei podaje Keaney. Według niego schematyczna forma utworów ułatwiała autorowi szybkie tworzenie nowych politei, które prawdopodobnie były krótsze od ateńskiej. Dodatkowym ułatwieniem mogło być dyktowanie prac, na co wskazują pewne – charakterystyczne dla Arystotelesa – zwroty powtarzające się we fragmentach. Informacje potrzebne do napisania ustrojów politycznych Arystoteles mógł pozyskać podczas swoich podróży (przed drugim pobytem w Atenach) oraz od swych studentów. Autorstwo Arystotelesa poświadczają także przekazy starożytne.

## Struktura i treść
Według Johna Keyna pozostałe politeje zostały napisane według tego samego wzoru co ateńska. Wyjątkiem mógł tu być Ustrój polityczny Arkadii, ponieważ Liga Arkadyjska została założona w latach 60. IV wieku p.n.e., w związku z czym mogła nie mieć części historycznej. Analogicznie, części systematycznej mogły nie mieć poleis, które przestały istnieć. Pozostałe poleis miały więc część historyczną opisującą kolejne zmiany form ustrojowych, oraz część systematyczną opisujący współczesny autorowi ustrój.
Opinię o niereprezentatywności Ustroju politycznego Aten wyraził David Toye. Zwraca on uwagę na znaczną przewagę wątku mitologicznego w zachowanych fragmentach, przy jednoczesnym skromnym występowaniu fragmentów dotyczących czasów historycznych. Stan taki mógł być spowodowany gustami przepisujących epoki hellenizmu, jednak na podstawie opinii Plutarcha historyk stwierdza, że traktaty były jeszcze dostępne pod koniec I wieku naszej ery, co oznacza iż były do tego czasu przepisywane. Innym wyjaśnieniem jest nadreprezentacja treści historycznych w politei ateńskiej.
Jako źródła do historycznej części politei Arystoteles musiał korzystać z dzieł literackich. Oparcie na samych relacjach mówionych zapewniłoby jedynie informacji o wydarzeniach z okresu trzech lub czterech generacji. Dodatkowo nie ma dowodów na systematyczne podróże badacza i jego uczniów w celu zbierania materiałów do cyklu. Z części Die Fragmente der griechischen Historiker poświęconej historii lokalnej Toye zidentyfikował 27 autorów, których dzieła z dużą dozą prawdopodobieństwa mogły być dostępne w 330 roku p.n.e. i przydatne do opisu historycznego. Większość zachowanych fragmentów dotyczyło czasów heroicznych. Tylko czterech historiografów można zaliczyć do badaczy historii poszczególnych poleis, innych niż Ateny. Pozostali odwoływali się raczej do dziejów większego obszaru, co powodowało dominację opisów najważniejszych politycznie ośrodków – Aten, Sparty i Syrakuz, a opisy mniejszych miast były źle widziane. Tym też poleis Arystoteles poświęcił najwięcej uwagi w swojej Polityce. Rozkwit historii lokalnej nastąpił dopiero w hellenizmie – Felix Jacoby zebrał ponad dwukrotnie więcej fragmentów z tego okresu (62).
Przy niewielkim zasobie prac historiografów, autor politei uzupełniał swój cykl o informacje pozyskane z analizy poezji, przysłów, budynków i poszczególnych przedmiotów. Mimo tego w większości przypadków nie miał on możliwości skonstruowania ciągłej narracji historycznej, analogicznej do Ustroju politycznego Aten.
Według Keaneya najdłuższy był Ustrój polityczny Aten. Po nim kolejną byłaby politeja Lacedemonu, zaś trzecią pod względem obszerności mogła być politeja Krety. Opinie tą argumentuje kolejnością utworów w wypisie Heraklidesa oraz znaczeniem, jakie miały te miejsca dla politologa.

## Recepcja
Politeje nie znalazły szerokiego oddźwięku w literaturze starożytnej. Przyczyną mogła być ich faktograficzna forma, nie zyskująca aprobaty miłośników barwnego języka. Także sytuacja polityczna – jednoczenie się Greków w okresie wczesnego hellenizmu – nie sprzyjała popularności historii pojedynczych poleis. Zbiór był zapewne wykorzystywany przez wydawców aleksandryjskich, którzy mogli odwoływać się do niego przy opracowywaniu biografii, ciekawostek i objaśnień do innych tekstów. Na ogół z ich komentarzy pochodzą zachowane do dziś fragmenty. Ostatnimi znanymi osobami mającymi dostęp do całego cyklu Politei byli Heraklejdes i Sopatros (około 500 roku n.e.).
Arystoteles nie znalazł licznych naśladowców. Historię części miast greckich opracował jego uczeń, Dikajarchos z Messyny, którego zbiór miał w rękach między innymi Cyceron.
Zbieraniem fragmentów Arystotelesa zajmował się w XIX wieku Valentin Rose. Opublikował je w pracy Aristotelis qui ferebatur librorum fragmenta. W wydaniu z 1886 roku zgromadził 223 fragmenty Ustrojów politycznych, z czego 91 dotyczyło Aten, a 14 Sparty. Osobnych odkryć dostarczyły papirusy. W 1880 roku Muzeum Berlińskie zakupiło niewielkie zwoje, zawierające – jak się później okazało – fragmenty części historycznej politei ateńskiej. Prawie cały Ustrój polityczny Aten został odnaleziony na papirusie British Museum. Treść P. Lond. 131 została wydana w 1891 roku przez Frederica Georga Kenyona, w tym samym roku opublikowano również facsimile papirusu.